# Ron Collier
Ronald William Collier (* 3. Juli 1930 in Coleman, Alberta; † 22. Oktober 2003 in Toronto, Ontario) war ein kanadischer Jazzposaunist, Komponist und Arrangeur.

## Leben und Wirken
Collier begann seine musikalische Ausbildung dreizehnjährig in Vancouver und spielte dort Posaune in der Kitsilano Boys’ Band. Er studierte dann von 1951 bis 1954  Komposition in Toronto bei Gordon Delamont. Als erster Jazzmusiker überhaupt erhielt er ein Stipendium des Canada Council, dass ihm 1960–61 das weitere Studium in New York bei George Russell und Hall Overton ermöglichte.
Seit den 1950er Jahren spielte Collier in verschiedenen Tanzbands in Toronto (u. a. bei Mart Kenney and His Western Gentlemen), aber auch im Toronto Symphony Orchestra, den Orchestern der Nationalballetts und der Canadian Opera Company sowie Rundfunk- und Fernsehorchestern, und trat mit prominenten Gästen wie Billie Holiday und Charles Mingus auf. Er wurde Mitglied des Oktetts von Norman Symonds und gründete eine eigene Band, von 1954 bis 1957 als Quartett, danach als Quintett, die er gelegentlich auch zum Septett und zur Big Band vergrößerte. Mit seinem Quintett und dem CBC Symphony Orchestra führte er Symonds’ Concerto Grosso für Jazzquintett und Sinfonieorchester auf. Zwischen 1959 und 1965 legte er mehrere Aufnahmen mit seinem Ensemble vor.
Collier wurde zu einem wichtigen Vertreter des Third Stream in Kanada. Er komponierte Werke wie die Sonata für Klavier und Jazzquintett, die er mit Norm Amadio aufführte, The City für Orchester und Erzähler (1960 aufgeführt mit Don Francks) und Hear Me Talkin’ To Ya für Oktett und Erzähler(UA 1964). Nach einem Libretto von Gwendolyn MacEwen komponierte er das Stück Carneval, das er 1969 mit seinem Orchester sowie Bruno Gerussi als Erzähler und Fred Stone als Flügelhornist aufführte. Weiterhin komponierte er die Schauspielmusik zu The Mechanic (1965), die Ballettmusik Aurora Borealis (1966), Musiken zu Rundfunk- und Fernsehshows sowie mehrere Filmmusiken.
1967 nahm Collier als Dirigent einer Bigband und eines Streichorchesters Aurora Borealis, die Musik zum TV-Drama Night, Lonely Night sowie je eine Komposition von Symonds und von Gordon Delamont mit Duke Ellington als Pianist auf. Im Folgejahr leitete er ein Konzert mit Ellington mit Detroit, und Collier arbeitete dann längere Zeit als Arrangeur für Ellington. Ebenso arrangierte er für Moe Koffman und Rob McConnell.
1972 wurde Collier Composer-in-Residence des Humber College in Toronto. Von 1974 bis 1994 unterrichtete er hier Komposition und Arrangieren. Zu seinen Schülern zählten u. a. Pete Coulman, Scott MacMillan, Jim McGrath, John Roby, Ilmars Sermulis und Doug Wilde. Mit der Band des Colleges gewann er 1975, 1982 und 1986 das Canadian Stage Band Festival. Mit seiner eigenen Big Band trat er u. a. beim Ontario Place Jazz Festival 1979 und einem Konzert am Ontario Science Centre 1983 auf.
1997 schrieb Collier eine Version von Oscar Petersons Canadiana Suite, die von Fred Strides Big Band uraufgeführt und von Colliers Big Band 1998 bei den Jazzfestivals in Ottawa und Toronto gespielt wurde. 2000 eröffnete die Ron Collier Band das Du Maurier Downtown Jazz Festival in Toronto. 2003 wurde Collier als Offizier des Order of Canada ausgezeichnet. Seit dem Tod Colliers vergibt das Humber College ein Stipendium als Ron Collier Memorial Scholarship.